# 克拉倫登獎學金
克拉倫登獎學金（Clarendon Fund）是牛津大學提供的一個國際性獎學金。該獎學金設立于2000年，2001年正式啓動，之後每年都會頒發一次。這項獎學金提供給來自世界各地、在所有學術領域内做出出色貢獻的非本科生。獎金可以覆蓋所有的牛津大學學費和學院費，此外還會留下一大筆生活費。
這項獎學金由牛津大學出版社贊助。最早的目標是給留學生提供資助，但是2011年9月1日第十屆克拉倫登獎學金開始無視國籍頒發獎項。牛津大學的所有非本科生都會自動被學校納入審核範圍内。這項獎學金並不強調學生的領導能力，而是更關注學生的學術成就和潛力。

## 外部連接
- 官方网站